# Viljo Heino
Viljo Akseli Heino (Iitti, 1 de março de 1914 – Tampere, 15 de setembro de 1998) foi um atleta finlandês especialista em corridas de longa distância. Foi o recordista mundial dos 10000 metros entre agosto de 1944 e junho de 1949 e novamente entre setembro e outubro de 1949.
Nas Olimpíadas de 1948, participou pela única vez dos Jogos, onde competiu nos 10000 metros e na maratona, mas não obteve nenhuma medalha.